# Ak Hafiy Tajuddin Rositi
Ak Hafiy Tajuddin Rositi (* 4. Juli 1991 in Bandar Seri Begawan) ist ein ehemaliger bruneiischer Leichtathlet.

## Biografie
Ak Hafiy Tajuddin Rositi startete bei den Olympischen Spielen 2012 in London über 400 Meter, schied jedoch trotz persönlicher Bestzeit von 48,67 Sekunden im Vorlauf aus. Bei der Eröffnungsfeier war er Fahnenträger seines Landes.
Wegen einer positiven Dopingprobe bei den Südostasienspielen 2013 wurde Rositi bis zum 24. Dezember 2015 gesperrt.